# Stubenberger Turm

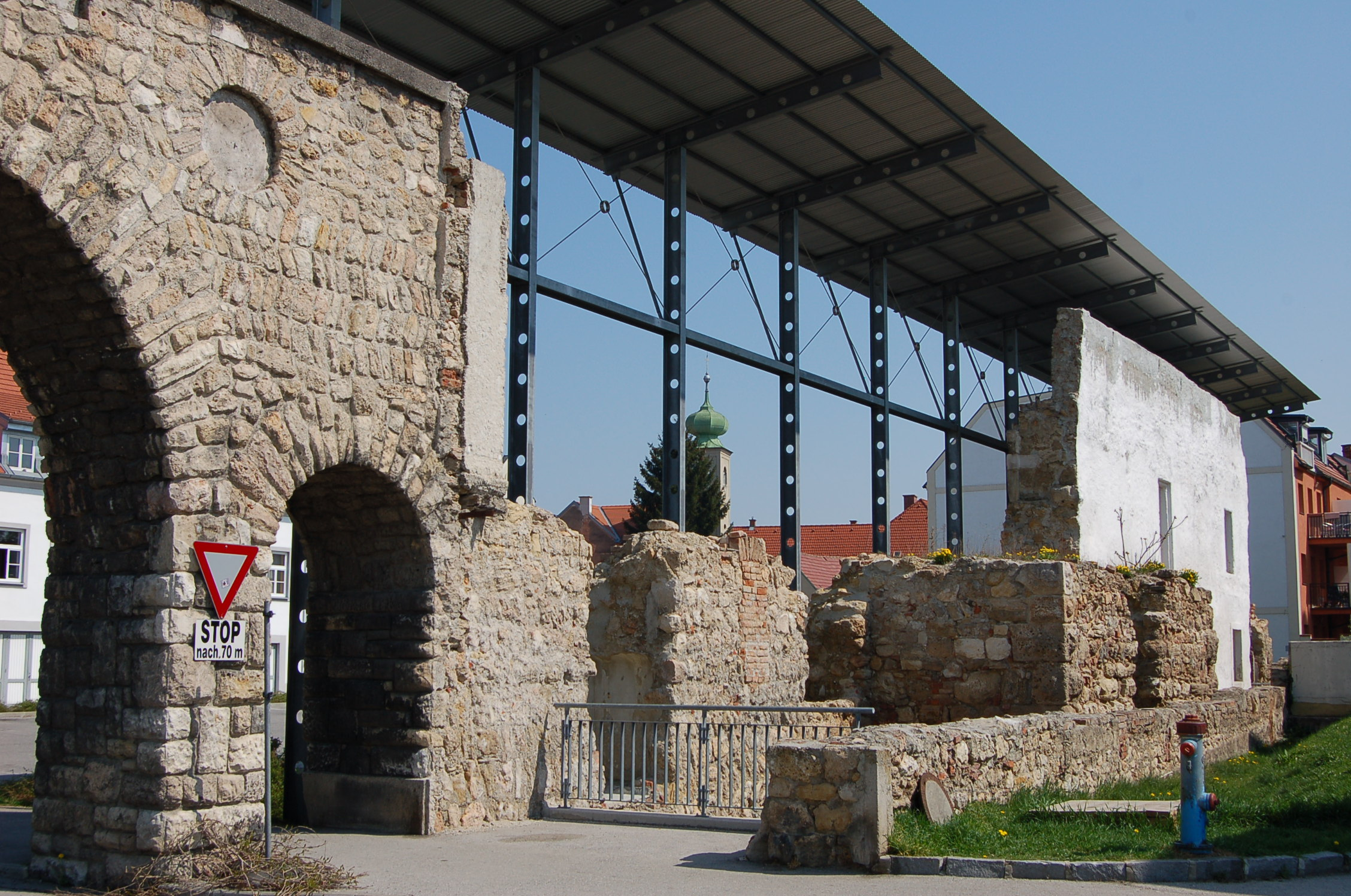
Südansicht der Stadtmauer, äußerer Rest des Stubenberger Turmes, davor Zwingermauer

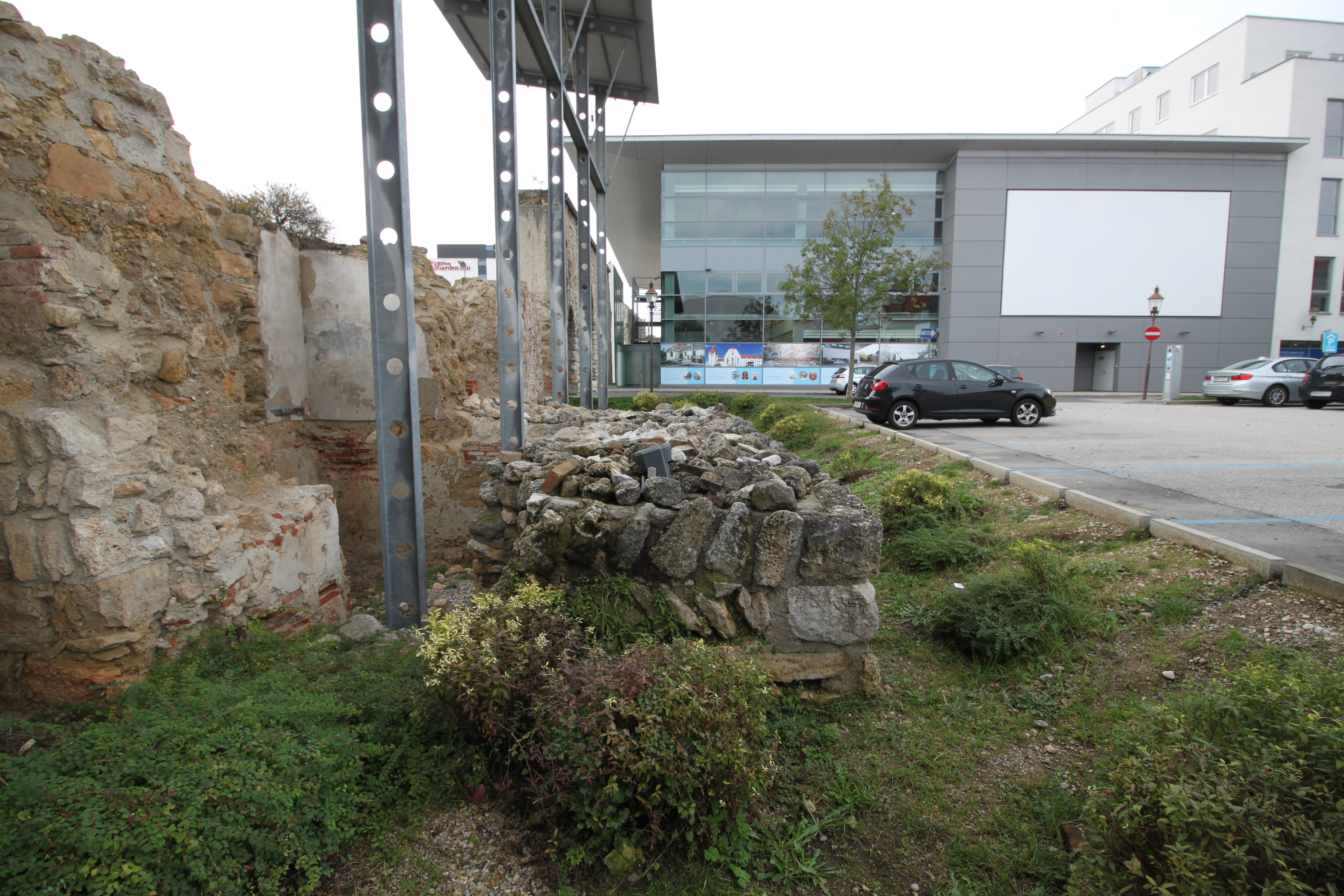
Innerer Rest des Stubenberger Turmes

Der Stubenberger Turm stand in der südlichen Stadtmauer der ehemaligen Stadtbefestigung Wiener Neustadt in der Statutarstadt Wiener Neustadt in Niederösterreich. Die Lage liegt zwischen dem noch bestehenden Brüder Turm und dem gänzlich entfernten Neunkirchner Tor. Die Reste des Turmes und der anschließenden Stadtmauer stehen unter Denkmalschutz (Listeneintrag).

## Name
Der Name des Turmes bildete sich durch das steirische Adelsgeschlecht der Stubenberger, da nach der Errichtung des Turmes unmittelbar daneben das Freihaus derer von Stubenberg errichtet wurde. Er trug gelegentlich wie der Reckturm die Bezeichnung Stockturm.

## Bestand
Die Reste des Turmes bildeten das Untergeschoß des ehemaligen Wohnhauses Lederergasse Nr. 29. Der Turm wurde später in der Linie der Innenflucht der Stadtmauer abgemauert, die innere Hälfte des Turmes wurde abgetragen. Das Wohnhaus steht nicht mehr, ebendort befindet sich derzeit ein Parkplatz.
Der Vorsprung des Turmes vor die Flucht der Stadtmauer konnte mit 9½ Fuß (2,80 m) bzw. 9 Fuß (2,66 m), die Mauerdicke des äußeren Turmes mit 7¼ Fuß (2,14 m) festgestellt werden. Die Grundmauern der Stadtmauer links und rechts des Turmes und des Turmes selbst sind erkennbar. Die äußeren Turmecken bilden Buckelquader.
Heute zeigt sich der Turmrest mit den seitlichen Stadtmauerresten offen unter einem hohen Schutzdach. Auch die Reste des davor liegenden Zwingers sind erkennbar.